# Чавеи
Чавèи е село в Северна България, община Габрово, област Габрово.

## География
Село Чавеи се намира на около 6 km северозападно от центъра на град Габрово и 3 km източно от село Враниловци. Разположено е в долината на река Лопушница, по полегатия северен долинен склон на реката. Надморската височина в централната част на селото е около 370 – 375 m. От минаващия на около 800 m южно от Чавеи второкласен републикански път II-44 (Севлиево – Габрово) се отклонява общински път до селото, който продължава след него на изток през село Пецовци към село Поповци и съседните му села.

## История
През 1966 г. дотогавашното населено място колиби Чавеите е преименувано на Чавеи, а през 1995 г. колиби Чавеи придобива статута на село.

## Население
Населението на село Чавеи наброява 153 души при преброяването към 1934 г. и намалява до 35 към 1985 г., след леко увеличение на числеността през следващите години, намалява към 2019 г. (по текущата демографска статистика за населението) до 32 души.
Преброяване на населението през 2011 г.
Численост и дял на етническите групи според преброяването на населението през 2011 г.:
|                     | Численост | Дял (в %) |
| Общо                | 41        | 100,00    |
| Българи             | 41        | 100,00    |
| Турци               | 0         | 0,00      |
| Цигани              | 0         | 0,00      |
| Други               | 0         | 0,00      |
| Не се самоопределят | 0         | 0,00      |
| Неотговорили        | 0         | 0,00      |